# Pycnoplax surugensis
Pycnoplax surugensis is een krabbensoort uit de familie van de Goneplacidae. De wetenschappelijke naam van de soort is voor het eerst geldig gepubliceerd in 1932 door Rathbun.